# Charli D’Amelio
Charli D’Amelio (Norwalk, Connecticut, 2004. május 1. –) amerikai közösségi médiaszemélyiség, táncos. 2019-ben kezdett el feltölteni táncvideókat a TikTok alkalmazásra, 2020 márciusában ő lett az alkalmazás legtöbb követővel rendelkező felhasználója. 2020 novemberében ő lett az első TikTok-felhasználó, aki több, mint százmillió követővel rendelkezett.

## Ifjúkora
D’Amelio 2004. május 1-jén született az amerikai Norwalkban. Édesapja, Marc D’Amelio korábbi republikánus szenátusi jelölt és a Level 4 Collective Showroom, egy sportruházati bemutatóterem és értékesítési iroda alapítója. Édesanyja Heidi D’Amelio fotográfus, egykori modell. Van egy nővére, Dixie D’Amelio. Charli D’Amelio hároméves korában kezdett el táncolni, TikTok-karrierje előtt több mint 10 éven át versenyszerűen táncolt.

## Karrierje
2019 májusában kezdte meg a rövid táncos videók feltöltését a platformra. 2020 januárjában szerződést kötött a hollywoodi UTA ügynökséggel.

## Magánélete
2020 januárjában ismerkedett meg Chase Hudson TikTok-sztárral és a Hype House társalapítójával. Ugyanezen év áprilisában Hudsonnal bejelentették, hogy szakítottak.
D’Amelio bevallása szerint étkezési rendellenességekben szenved. Megosztotta a testszégyenléssel kapcsolatos tapasztalatait. Az UNICEF szervezte megfélemlítés elleni kampányban a következőket mondta: „A legbántóbb megjegyzések, amelyeket online olvastam magamról, az alakomról, a testtípusomból szólnak, és ezek képesek szíven ütni, mert sokat küzdöttem a testképemmel, testdiszmorfiás zavarral [és] rossz étkezési szokásokkal.” Aktívan küzdött a felnőtt férfiak szexualizációja ellen az interneten is. Ő és családja 2020 márciusában Perez Hilton blogger támadásainak célpontjává vált, aki „nem megfelelőnek” nevezte táncát, és felhívta a figyelmet apja 2014. januári DUI-vádjára. D’Amelióval szembeni kritikája oda vezetett, hogy létrehoztak egy Change.org petíciót, amelyben a TikTokot arra kérték, hogy tiltsák le a platformról. A petíciót több mint 188 ezren írták alá.[forrás?]
A Variety-nek adott interjújában azt mondta: „Normális tinédzsernek tartom magam, akit sok ember néz valamilyen okból.”
D’Amelio nyíltan kifejezte támogatását a Black Lives Matter mozgalom iránt, és a George Floyd halála miatti tüntetések alatt közzétett egy videót a TikTokon George Floyd meggyilkolásáról. 2020 áprilisában 50 000 dollárt ajánlott fel a szülővárosában, Norwalkban található Norwalk Kórháznak, hogy segítse a kórház személyzetének kritikus ellátását a koronavírus-járvány közepette.

## Filmográfia
| Bemutató | Cím                                                             | Szerep         |
| -------- | --------------------------------------------------------------- | -------------- |
| 2020     | The Disney Family Singalong                                     | önmaga         |
| 2020     | Graduate Together: America Honors the High School Class of 2020 | önmaga         |
| 2020     | StarDog and TurboCat                                            | Bádogos (hang) |